# Pulau Rengas (Pangean)
Pulau Rengas is een bestuurslaag in het regentschap Kuantan Singingi van de provincie Riau, Indonesië. Pulau Rengas telt 630 inwoners (volkstelling 2010).